# Sitio de Algeciras (1342-1344)
El sitio de Algeciras de 1342 fue una empresa bélica llevada a cabo por las tropas castellanas de Alfonso XI junto a las flotas de Aragón y Génova durante la Reconquista con el objetivo de conquistar la ciudad musulmana de al-Ŷazīra al-Jaḍrāʔ, llamada Algeciras por los cristianos, principal puerto de la orilla europea del estrecho de Gibraltar. El sitio llegó a extenderse hasta veintiún meses durante los cuales la población de la ciudad, unas 30 000 personas entre civiles y soldados bereberes, sufrió las consecuencias de un férreo asedio que impedía la entrada de alimentos a la ciudad. El 26 de marzo de 1344, tras la derrota en las vegas del río Palmones del ejército del Reino de Granada que debía socorrer la ciudad, se produjo la rendición de la capital europea del Imperio meriní y su incorporación a la Corona de Castilla.

## El sitio de Algeciras en las fuentes medievales
A pesar de la notable importancia que tuvo el sitio y la toma de Algeciras en la sociedad de su época son escasas las fuentes escritas que relaten los hechos acaecidos durante los meses del asedio. La principal obra utilizada en la historiografía medieval es la Crónica de Alfonso XI que narra los principales acontecimientos del reinado de este monarca cuya parte concerniente al asedio de Algeciras se supone escrita en el campamento cristiano por los escribas reales. Esta obra narra detalladamente los sucesos observados desde el exterior de la ciudad dedicando un capítulo a cada mes transcurrido. Son también obras castellanas el Poema de Alfonso Onceno llamado Crónica rimada y escrito por Rodrigo Yáñez según se indica en el mismo texto, y las Cartas de Mateo Merced, vicealmirante de Aragón en las que se informa a su rey sobre la entrada de las tropas en la ciudad. Todas estas fuentes, como es de suponer, narran el asedio a la ciudad desde la perspectiva de los sitiadores, la visión que desde el interior de la ciudad se tuvo del sitio sin embargo no ha llegado a nuestros días por una total ausencia de fuentes escritas musulmanas del hecho bien por la ausencia de cronistas en la ciudad o bien por el intento de no reflejar la pérdida de una ciudad tan importante. Parte de los escasos textos árabes que refieren indirectamente la pérdida de la ciudad se encuentran actualmente traduciéndose con el objetivo de completar el relato de esta parte de la Historia.

## Antecedentes
Tras pasar la ciudad del estrecho durante los primeros años del siglo XIV por manos meriníes y granadinas, en 1329 Algeciras es definitivamente conquistada por el Reino de Fez que establece en ella la capital de sus dominios europeos. 
En 1338 Abd-Al-Malik, hijo del rey de los Benimerines y proclamado rey de Algeciras y Ronda, emprende escaramuzas contra los territorios castellanos en la frontera sur de la península. En una de estas escaramuzas el rey de Algeciras muere a manos de soldados castellanos y es enterrado en la capital. Su padre Abu-l-Hassan cruza el estrecho en 1340 derrotando a una gran flota castellana y desembarca en la ciudad. Sobre la tumba de su hijo jura que derrotará al rey castellano y se dirige en primer lugar a la ciudad de Tarifa, a la que pone cerco.
El rey de Castilla, abrumado por las incursiones de la nueva fuerza norteafricana y ante la posibilidad de perder la ciudad de Tarifa prepara un ejército recurriendo a la participación del rey de Portugal, Alfonso IV. Las dos tropas, castellana y meriní se encuentran cerca de la playa de Los Lances de Tarifa donde tiene lugar la Batalla del Salado. La derrota musulmana da fuerzas al rey cristiano y le convence de la necesidad de tomar la ciudad de Algeciras por ser esta la principal vía de entrada de tropas desde África.

## Los preparativos para el asedio

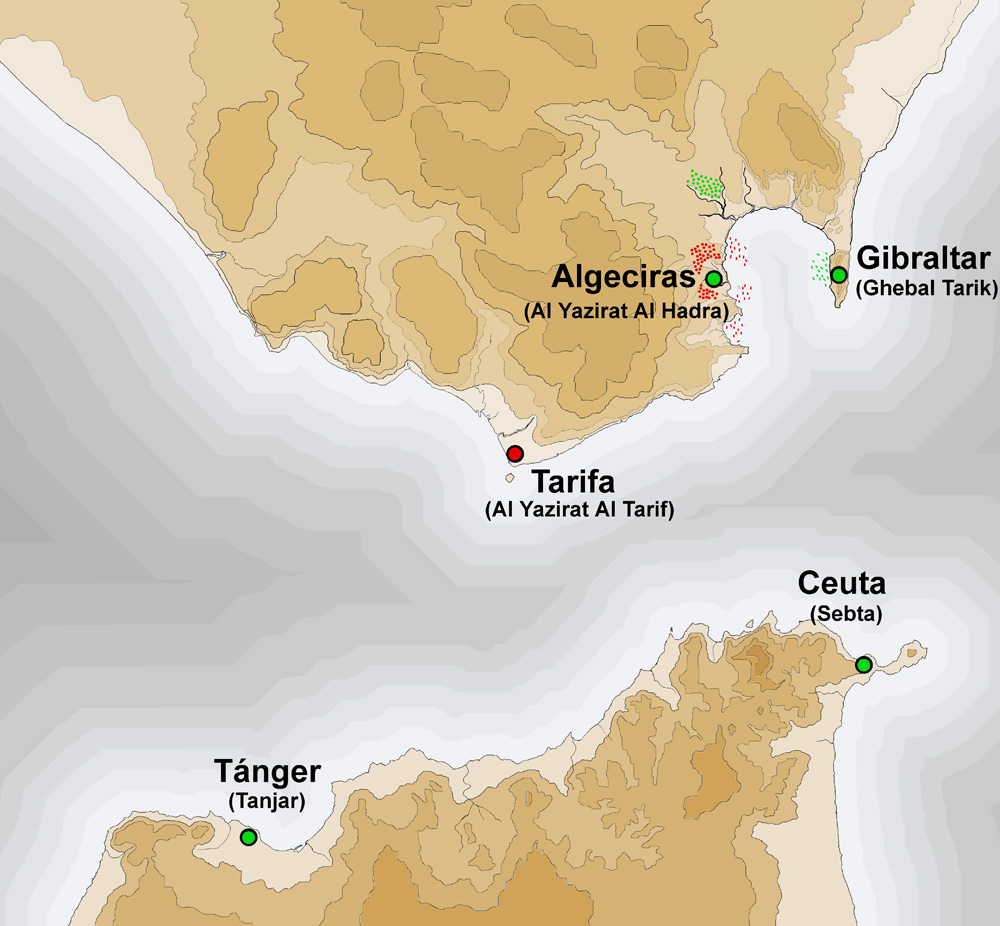
Estrecho de Gibraltar durante el Sitio de Algeciras.

A partir de 1341 Alfonso XI comienza a preparar las tropas necesarias para poner cerco a la ciudad, se manda construir varios barcos y se asegura el apoyo de la escuadra genovesa de Egidio Boccanegra y de las escuadras de Portugal y Aragón. Contaría en tierra con las tropas de Castilla, de Aragón y numerosos cruzados europeos además de contar con el apoyo de los reyes de Inglaterra y Francia. La financiación de la empresa se completaba con la implantación del impuesto de la alcabala en todo el reino aprobada por la Corte de Burgos.

Tras reunirse en El Puerto de Santa María con el almirante portugués Carlos Pezano y recibir noticias de Don Pero de Montada almirante de la escuadra de Aragón que se dirigía a Algeciras, Alfonso XI parte a la ensenada de Getares, a escasos tres kilómetros de la ciudad, para comprobar el estado de las galeras puestas a su disposición. 

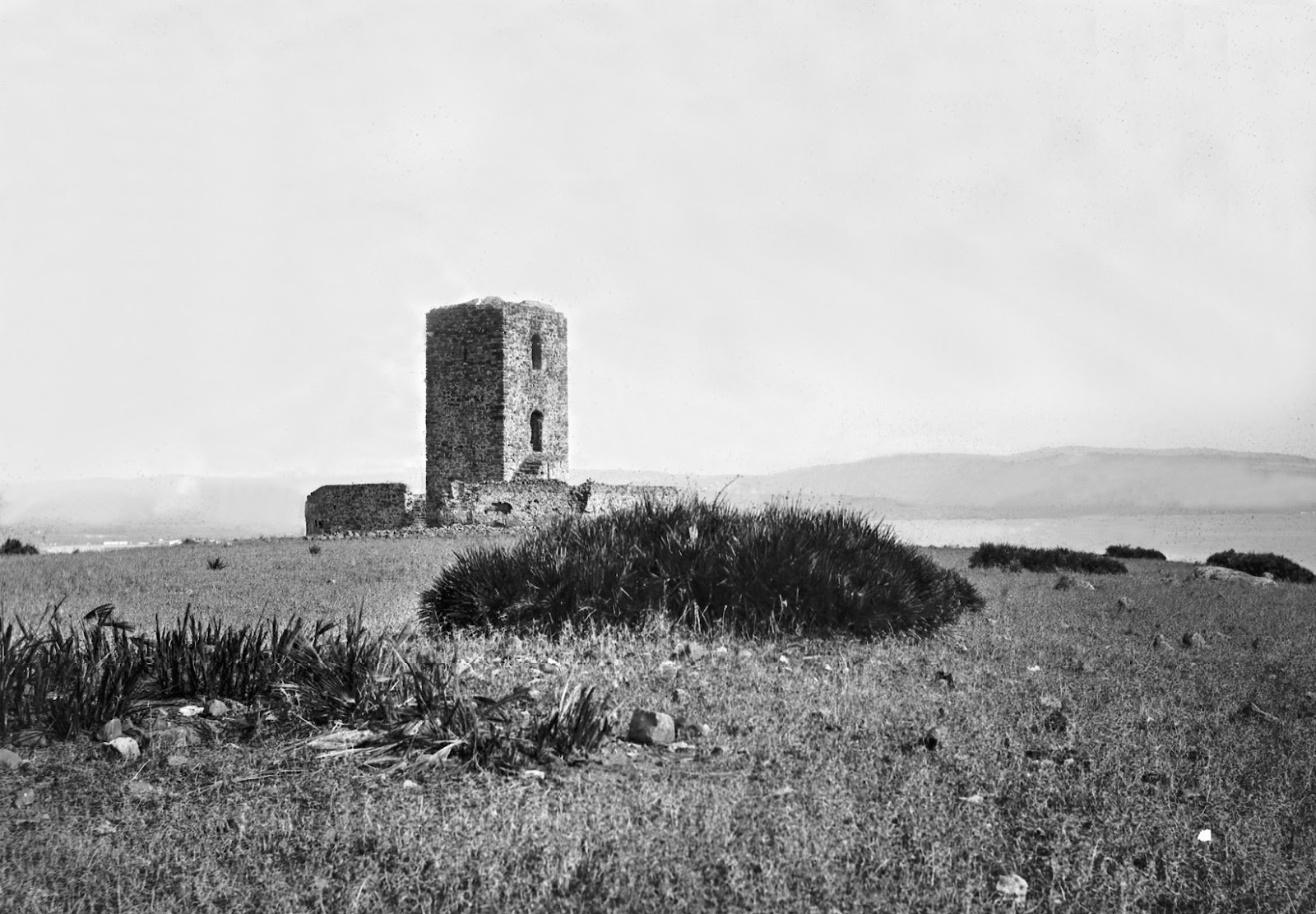
Torre de los Adalides.

A su llegada a Getares Pero de Montada informa al rey castellano que en el camino hacia la ciudad interceptó varios barcos que llevaban pan a la villa y que las galeras de Portugal y Génova entablaron combate contra ochenta galeras moriscas llegando a capturar veintiséis de ellas y obligando a refugiarse en puertos africanos al resto. Según los leales al rey de Castilla ese era el momento apropiado para cercar la ciudad pues debería tener escasos suministros. El rey, sin embargo considera, que tiene aún pocas tropas pues la mayor parte de ellas se encuentran en Jerez esperando sus órdenes mientras que las tropas de Algeciras estaban ya advertidas de su llegada.
A su regreso a Jerez, el rey de Castilla manda reunir a su consejo y les informa del estado de la ciudad al tiempo que envía órdenes a los almirantes establecidos en Getares para que intercepten cuanto barco intente abastecer la ciudad y procuren capturar a algún algecireño que pudiera informarles sobre el estado de las villas. También manda a sus almogávares para que hagan lo mismo por tierra. Los adalides del rey aconsejan a este sobre los lugares más apropiados para establecer el real, base principal donde debería residir el rey y los nobles, y aquellos puntos vulnerables desde los que se podía hacer más daño a las defensas de la ciudad. Tan sólo falta trasladar las tropas a Algeciras y para ello se construyen sendos puentes en el Río Barbate y en un arroyo cerca de Jerez y se mandan apostar varios barcos en el Río Guadalete para el paso de las viandas para las tropas.
El 25 de julio de 1342 sale Alfonso XI de Jerez acompañado de sus tropas y los caballeros que iban a acompañarle en el sitio de Algeciras: el Arzobispo de Toledo, el Obispo de Cádiz, el Maestre de Santiago, Don Joan Alonso de Guzmán, Don Pedro Ponce de León, Don Joan Núñez, Maestre de Calatrava, Nuño Chamizo, Maestre de Alcántara, Fray Alfonso Ortiz Calderón, Prior de San Juan y los consejos de Sevilla, Córdoba, Jerez, Jaén, Écija, Carmona y Niebla.
Las tropas castellanas y sus aliados llegan el primero de agosto a Getares integradas por 1600 soldados a caballo y 4000 ballesteros y lanceros. Desde este lugar toman posiciones las tropas y las escuadras aragonesa, genovesa y castellana. El 3 de agosto en un otero al norte de Algeciras se establece el real. En la torre allí existente residiría el rey en los primeros meses del asedio y alrededor de ella se apostarían los caballeros y nobles que lo acompañaban. La Torre de los Adalides, llamada así desde aquel momento, permitía una excelente visión de la ciudad musulmana y de los caminos que la comunicaban con Gibraltar y con el este de Andalucía.

## Las Alxeziras
El alcaçar muy rreal, fermoso commo rrobi,
Torres de canto e de cal, las mejores que yo bi,
Anartes con sus saetas, almenas bien apostadas,
Muy peligrosas barreras, cartauas muy bien labradas,
Dos billas son de grand brio, e están en tierra fiel
Por entre couas un rrio, que llaman rrio de la Miel.
Poema de Alfonso XI (verso 2012).

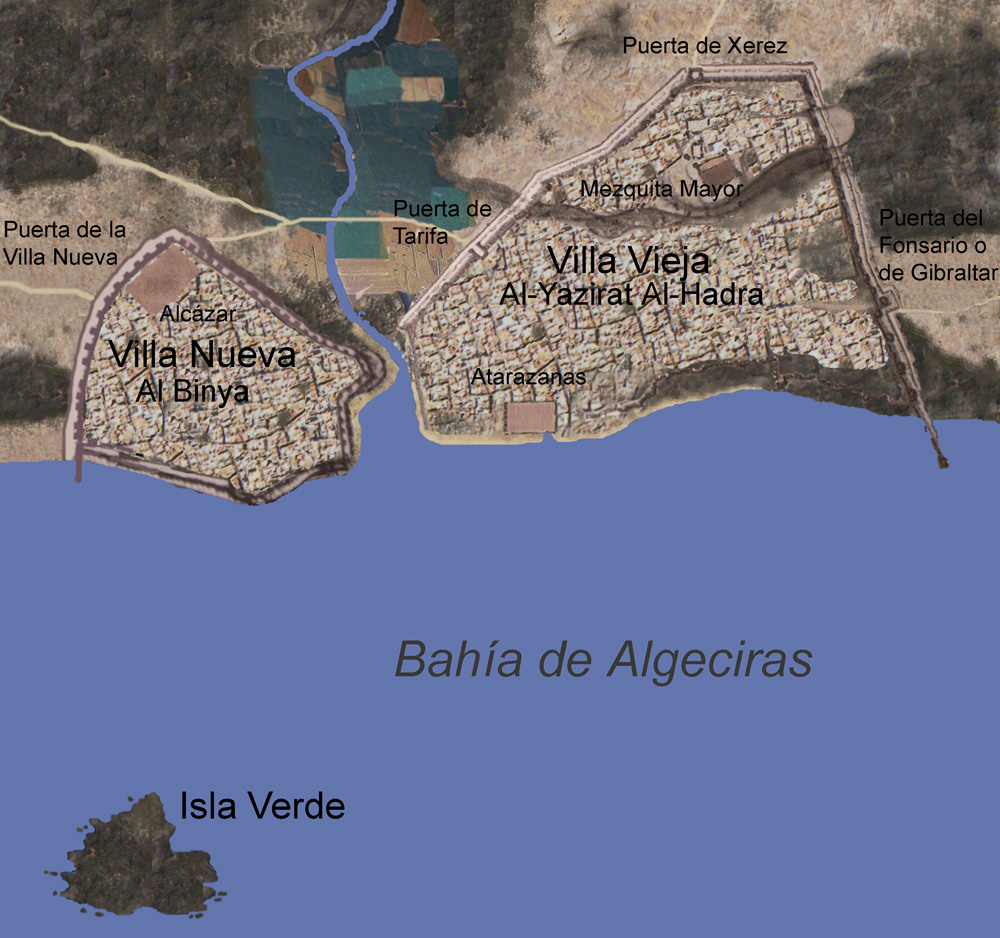
Plano situación de las villas de Algeciras.

Al-Ŷazīra al-Jaḑrā' fue la primera ciudad fundada por los musulmanes a su llegada en 711 a la península ibérica. La ciudad poseía en el siglo XIV dos villas separadas con sus propias murallas y defensas, con un perímetro de 4 600 metros. Entre ambas villas se encontraba el río de la Miel que en su desembocadura formaba una amplia ensenada que actuaba como puerto natural al resguardo de la Isla Verde, llamada por los musulmanes Al-Yazirat Umm Hakim.
La Villa Norte, Al-Madina, llamada por los castellanos Villa Vieja, era la más antigua de las dos que poseía la ciudad y había sido fundada en el año 711. Estaba circundada por una muralla con torres y un profundo foso protegido por una barbacana y un parapeto. La entrada a la villa desde Gibraltar estaba protegida por una puerta monumental llamada del Fonsario por estar junto al principal cementerio de la ciudad. Este acceso era el punto más débil de la cerca y por ello el mejor diseñado contra los asaltos. La Villa Sur, Al-Binya, construida por los meriníes de Abu Yusuf Yacub en 1285, se encontraba sobre una meseta donde antes había estado el barrio industrial de Iulia Traducta, la Algeciras romana. Lo escarpado de su perímetro contribuía a la defensa del recinto de tal modo que era innecesaria la construcción de defensas tan sólidas como las de la otra villa. La villa sur, o Villa Nueva, albergaba en su interior el alcázar y las tropas que se habían establecido en la ciudad.
Algeciras contaba en los años del cerco con cerca de ochocientos caballeros, comandados por Musad Abi Cuin, y doce mil ballesteros y arqueros. Desde 1341 el gobernador de Algeciras era Mahommad Ben al-Abbas y en la medina había un total de treinta mil personas según informaron los prisioneros yaziríes al rey de Castilla durante los primeros días del asedio.

## Comienza el sitio de Algeciras

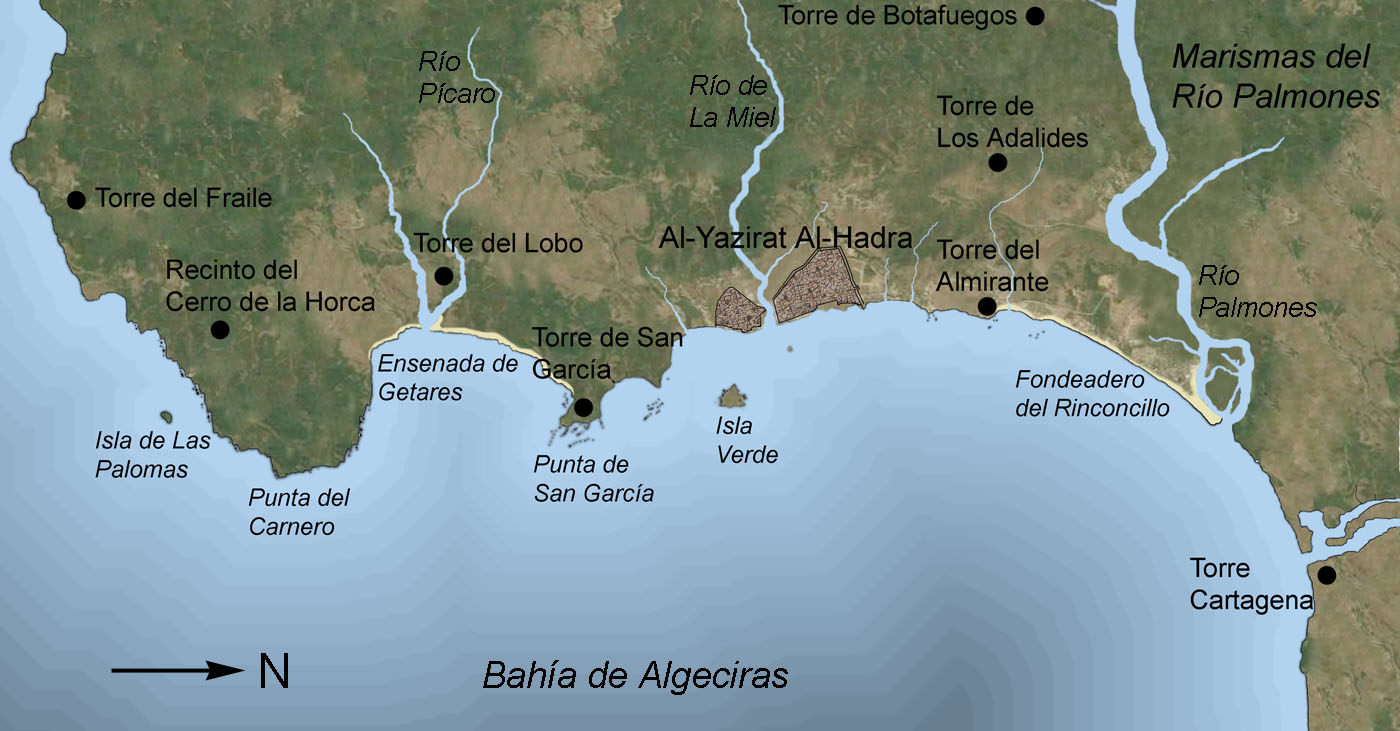
Principales construcciones y lugares nombrados en el texto.

Desde el 3 de agosto, una vez establecido el campamento principal, el rey de Castilla manda a los ingenieros reales comprobar aquellos lugares en los que debían situarse las tropas. El objetivo principal era impedir la salida de tropas de la ciudad y la entrada de refuerzos procedentes desde los caminos de Tarifa y Gibraltar. Algeciras caería de hambre antes que por la fuerza de las armas. Viendo desde la ciudad que aún no se había podido organizar correctamente el sitio se decide mandar trescientos hombres a caballo y mil a pie contra el Maestre de Santiago, Joan Alfonso de Guzmán, Pero Ponce y el consejo de Sevilla establecidos en la Puerta del Fonsario. Contra los defensores de Algeciras salieron los hombres del Conde de Lous que por no esperar la llegada de los otros cristianos murieron bajo una nube de flechas al aproximarse demasiado a la muralla.
Tras comprobar el rey el daño que podía hacerse a los suyos manda en los siguientes días hacer una cava alrededor de la Villa Norte dejando tan solo tres pasos para impedir la salida desde la ciudad. Se construyeron cadalsos junto a las cavas y a intervalos regulares donde podían apostarse sin miedo a ser asaeteados varios soldados para hacer guardia durante la noche. También traslada su real a un lugar más próximo a la ciudad y manda a varios de los suyos conquistar la Torre Cartagena situada en la ciudad de Carteia desde donde podían observarse los movimientos de los meriníes de Gibraltar.
Ante la inminente guerra del rey Pedro de Aragón contra el Reino de Mallorca la flota aragonesa tuvo que abandonar el cerco a principios de septiembre. Debido a esto tuvieron que tomarse nuevas medidas para provocar la claudicación de la ciudad, ya que la partida de la flota aragonesa hacía más difícil el cerco marítimo y la ciudad podría ser aprovisionada desde Gibraltar. Se mandan colocar máquinas de asedio cerca de la puerta noroeste de la ciudad donde dos grandes torres impedían el asalto y protegían a los defensores. Aprovechando que se construían estas máquinas salieron de la Puerta de Xerez varios de sus defensores para impedir su colocación. La estrategia de los algecireños era provocar a los asediadores y hacerles acercarse a las murallas. Esta técnica, que ya les había permitido matar al Conde de Lous, no era conocida por los caballeros cristianos menos acostumbrados a la lucha fronteriza y por ello durante los primeros meses del asedio murieron gran cantidad de caballeros. En esta incursión contra las torres de asedio muere el escudero del Rey, Joan Niño y el Maestre de Santiago entre otros hombres.

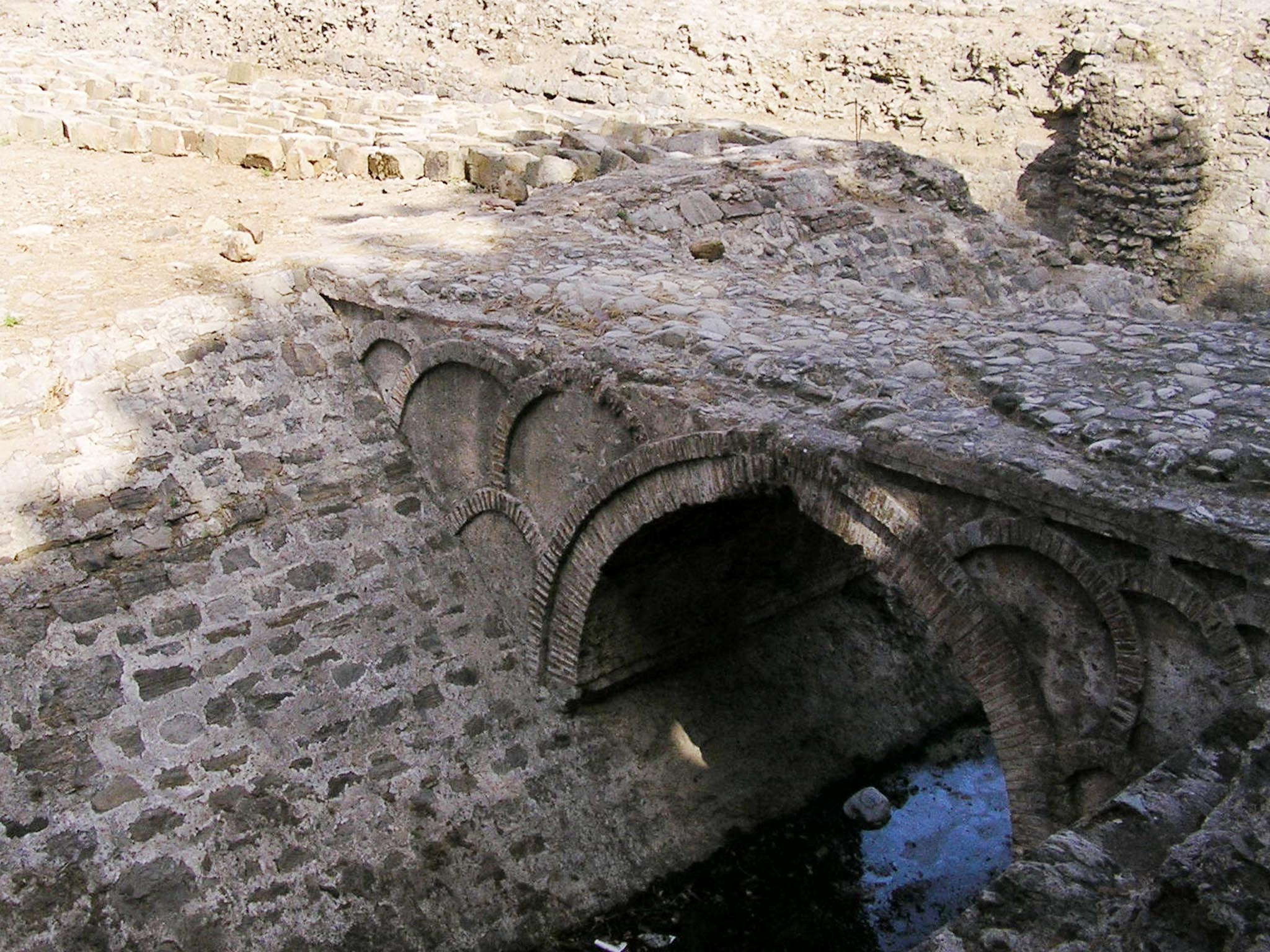
Puente de acceso a la Puerta del Fonsario.

El cerco se alargaba y el rey de Castilla manda a varios de los suyos a pedir ayuda para poder mantener el sitio; el Arzobispo de Toledo fue mandado entrevistarse con el rey de Francia mientras que el Prior de San Joan hizo lo propio con el Papa Clemente VI que acababa de ser nombrado. Los sitiadores estaban pasando más problemas de los que imaginaban al comienzo del sitio. Durante los primeros días de octubre un enorme temporal se desata en Algeciras. El campamento situado al noroeste se encontraba en una zona tradicionalmente inundable que en estos días se convierte en un lodazal regado por las aguas del arroyo del Secano. Con el desconcierto creado por los temporales los algecireños aprovechaban para acercarse durante la noche causando grandes daños. Las inundaciones en el campamento y en la cerca obligan a mudar el real y con él a gran parte de las tropas a la desembocadura del río Palmones donde pasan todo el mes hasta noviembre. A poco de haber cambiado de sitio el campamento principal cristiano los algecireños reúnen todas sus fuerzas en la Villa Vieja para intentar un ataque desesperado contra sus sitiadores. La partida de caballeros musulmanes lograría llegar hasta el campamento cristiano recién establecido y matar a numerosos caballeros, entre ellos Gutier Díaz de Sandoval y Lope Fernández de Villagrand, vasallos de Joan Núñez y a Ruy Sánchez de Rojas, vasallo del Maestre de Santiago.

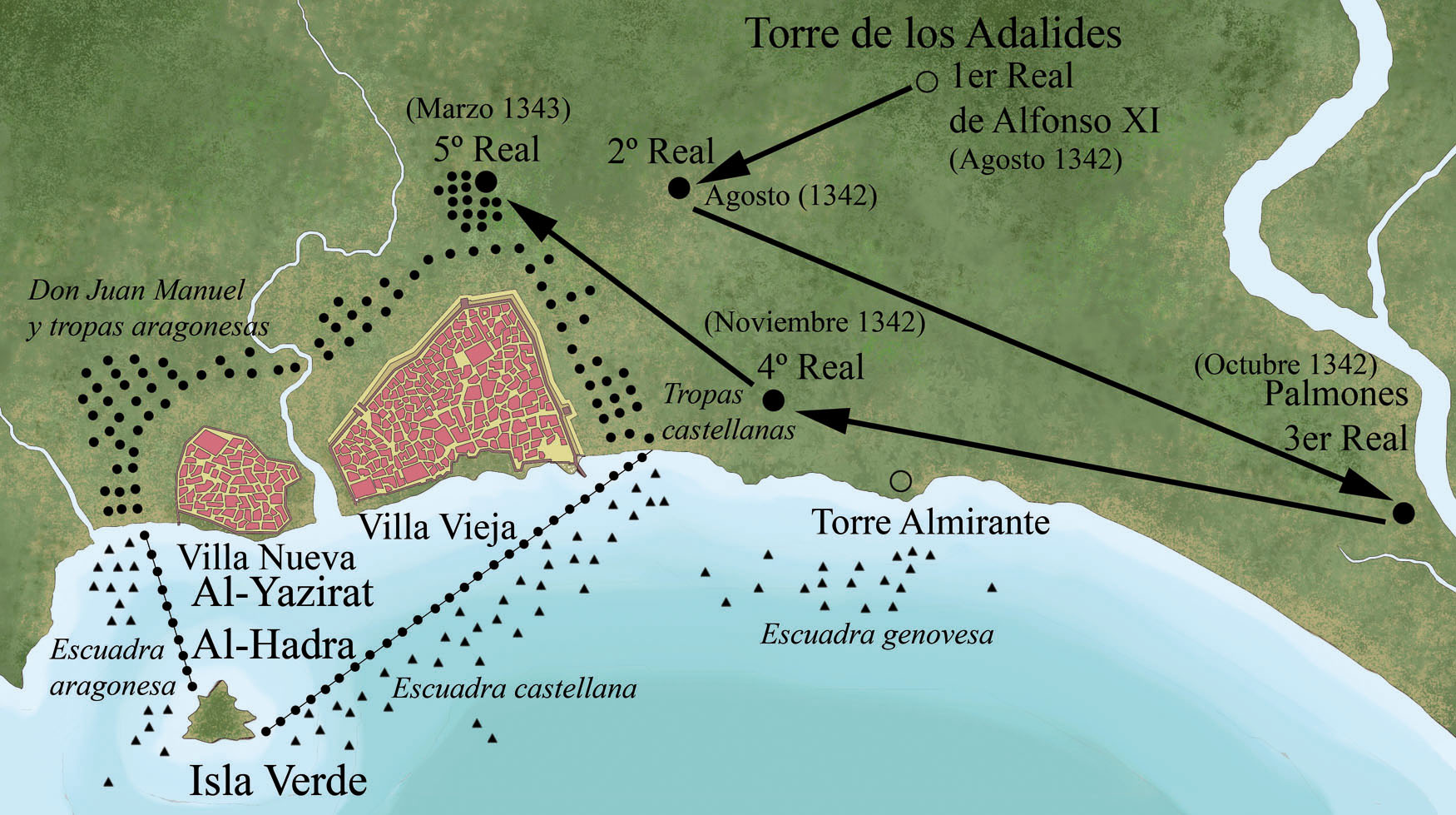
Situación del real de Alfonso XI durante el cerco y de sus tropas.

Poco a poco la situación se volvía desesperada tanto en la ciudad como en los reales. En el campamento cristiano escaseaban los alimentos después de las inundaciones al tiempo que la multitud de tropas y animales y las condiciones insalubres que ello provocaba hicieron brotar todo tipo de enfermedades infecciosas. En Algeciras faltaban alimentos debido al cerco marítimo una vez que la escuadra de Aragón había regresado al mando de Mateo Mercader. Durante estos primeros meses de asedio los castellanos no habían dejado de lanzar piedras contra los muros de la ciudad mientras los yaziríes intentaban causar daños en combate directo y con la utilización de diversos tipos de armas como las balistas, capaces de disparar saetas de gran tamaño. En diciembre llegan al campo cristiano los consejos de Castilla y de Extremadura; con ellos el cerco terrestre se cierra aún más. Se comienzan a colocar alrededor de la ciudad un gran número de engendros balísticos que habían traído los genoveses mientras desde la ciudad no paran de lanzarse saetas a los que instalan las máquinas.

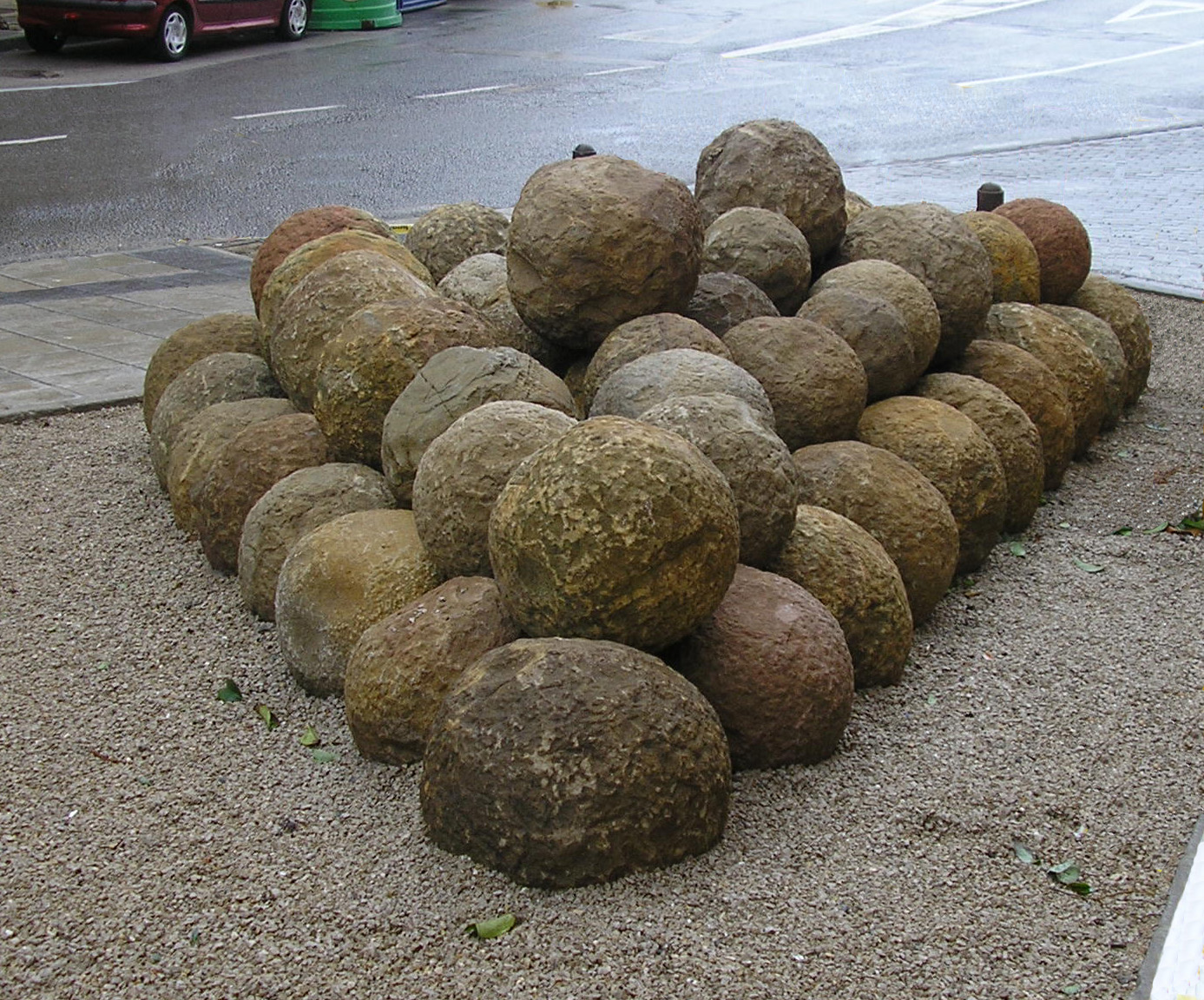
Bolaños localizados en el actual Parque arqueológico de las murallas meriníes correspondientes al sitio de la ciudad de 1342.

Durante enero y de 1343 continúan las luchas en la cerca de la ciudad debilitándose las fuerzas de ambos contendientes. Se había construido una gran bastida de madera frente a la Puerta del Fonsario, al mando del ubetense Iñigo López de Orozco, desde la cual podía dispararse contra la ciudad por encima de la muralla. Esta primera bastida fue incendiada al poco de ser construida por una expedición que salió de la ciudad, pero fue nuevamente construida y continuó durante el asedio disparando contra la ciudad.
En estos días desde Granada, el rey Jusef ben Ismael estaba preparando pertrechos para acudir al socorro de la ciudad. Con la amenaza de las tropas granadinas, se incrementaron los ataques contra la Puerta del Fonsario en la Villa Vieja de la ciudad, el punto más débil pero, a la vez, el mejor fortificado. Ante ello Alfonso XI manda construir nuevas cavas cubiertas, que permitieran acercarse a las murallas de la ciudad para emplazar máquinas de asedio. Desde Algeciras mientras, se lanzaban piezas de hierro desde armas pirobalísticas, que provocaban grandes daños entre los sitiadores, las primeras piezas de artillería con pólvora utilizadas en la península. Las bastidas y cavas sin embargo continuaban construyéndose alrededor de la ciudad hasta que lograron sitiar todo su perímetro. Desde el campo castellano arrecian los ataques de armas neurobalísticas, llamadas trabucos, que descargan sobre la ciudad una cantidad ingente de bolaños de piedra, muchos de los cuales eran recuperados de los fosos por los mismos sitiadores que los habían lanzados para volver a hacerlo. Tal fue el número de bolaños lanzados a la ciudad que en 1487 el rey Fernando el Católico mandó una expedición a las ruinas de Algeciras para recuperarlos con el objetivo de volverlos a utilizar contra la ciudad de Málaga, a la que mantenía asediada. Estas armas poseían un alcance máximo de trescientos metros, por lo que eran susceptibles de caer ante una partida de sitiados que consiguiese pasar la cava.
Por este entonces llegan nuevamente refuerzos al campo cristiano procedentes de diversos consejos de Castilla, incluidos los caballeros Juan Núñez III de Lara y Don Juan Manuel, que pudieron sustituir a muchos de los soldados que habían sido heridos o se encontraban mermados por el hambre.
A partir de febrero comienza a construirse una barrera alrededor de la ciudad por la parte del mar con el fin de impedir la llegada de víveres procedentes de Gibraltar. La idea del consejo de Castilla asentado en el real, era circunvalar toda la costa de la medina de Algeciras con cadenas que se mantendrían en su lugar gracias a troncos. Este cerco marítimo iba desde la punta del Rodeo, al sur de la ciudad, hasta la Isla Verde y desde esta hasta la Playa de Los Ladrillos al norte, y sería apoyado de cerca por las escuadras cristianas.

Et el Rey mandó dar muy grand acucia que cercasen la villa vieja daquellos toneles por la mar (...) Et porque las cuerdas, en que estaban los toneles, podiesen ser trabadas, et estodiesen firmes, traxieron muelas con que muelen el pan, et foracabanlas en medio, et metian en aquellos forados mastes de naves; et estas muelas echabanlas al mar, et fincaban los mastes enfiestos: et á estos ataban las cuerdas en que estaban trabados los toneles.
Crónica de Alfonso XI. Capítulo CCCXXXVI

### Granadinos y benimerines a la ayuda de Algeciras

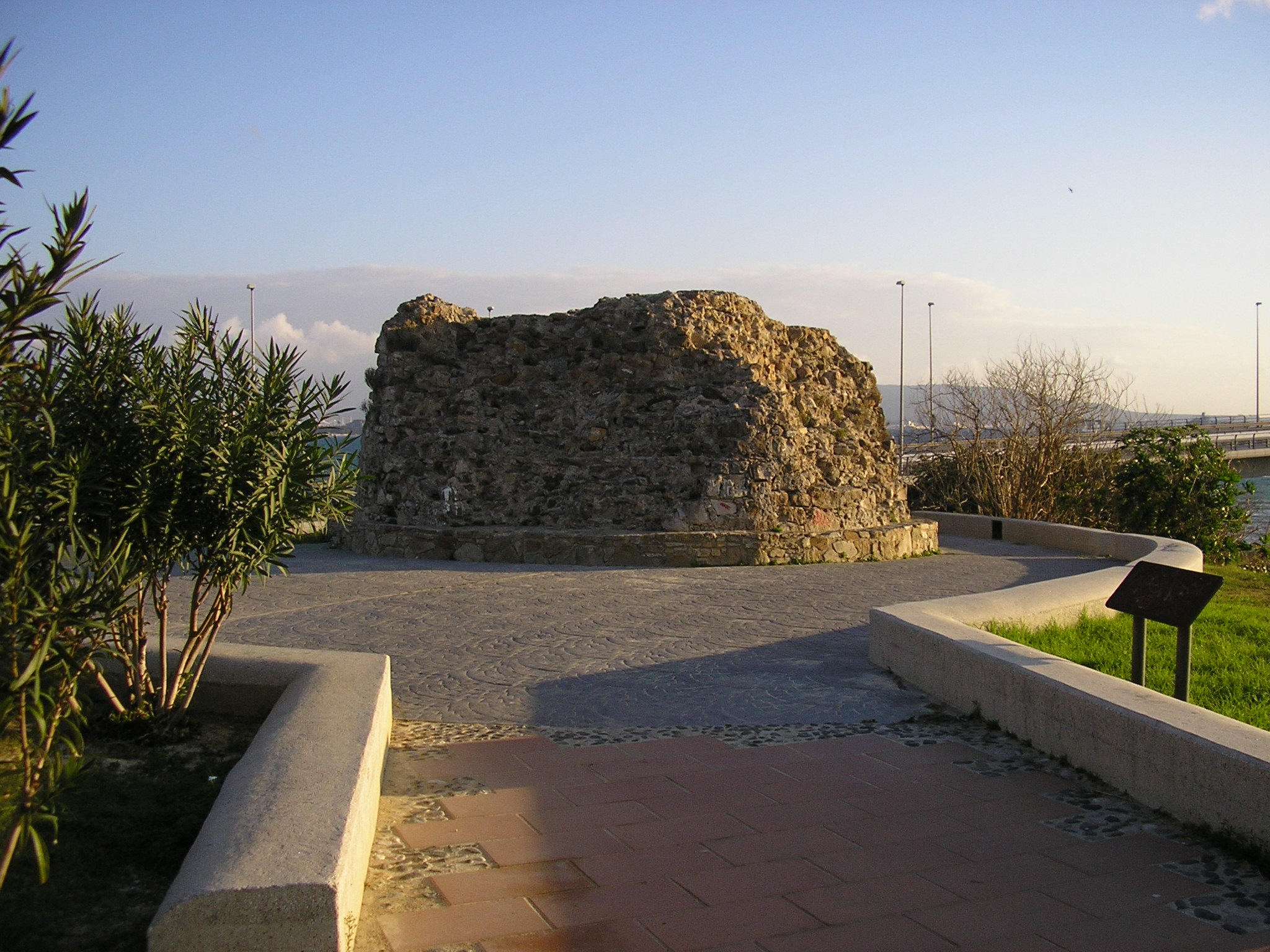
Torre del Almirante, residencia durante el Sitio de Algeciras de Egidio Boccanegra y de las escuadras castellana y genovesa.

En mayo de 1343 un gran ejército mandado por el rey musulmán de Granada pasó el río Guadiaro acercándose a la ciudad. Rápidamente el rey cristiano manda reunir a los adalides para ver cómo se podía hacer frente a esta nueva amenaza. Desde el real Alfonso XI manda correos al rey granadino comunicándole que levantaría el cerco de la ciudad si se le pagaba tributo por ello; el rey granadino hizo una oferta de tregua, pero esta no fue suficiente para los castellanos.
En el mismo mes de mayo llegan al sitio de Algeciras numerosos caballeros europeos llamados por la importancia de la empresa que se estaba llevando a cabo: desde Alemania el Conde de Bous; desde Inglaterra Enrique Plantagenet, duque de Lancaster y los condes de Arby y Salisbury; desde Francia Gastón de Bearne, conde de Foix y su hermano; y desde el Reino de Navarra el propio rey Don Felipe con víveres y tropas.
Mientras tanto, las tropas de Granada no se movían de sus posiciones esperando el momento propicio para acercarse a la ciudad. Durante los meses de junio y julio la situación en el cerco se mantenía como en los anteriores, se construían cavas y bastidas y se combatía en la liza. Desde la ciudad se utilizan balistas, que lanzaban grandes saetas, y cabritas, ingenios probablemente similares a catapultas y sobre todo los truenos como se denominaba a las novedosas armas de pólvora musulmanas, causaban grandes daños en las fuerzas de asedio dirigiéndose principalmente contra las bastidas y cavas.
En agosto de 1343 cuando aún continuaban las negociaciones entre castellanos y granadinos aquellos recibieron la noticia de que, desde el actual Marruecos, el rey Abu al-Hasan 'Ali preparaba una flota para acudir al auxilio de la ciudad. Ante la inminencia del ingreso a la lucha de las fuerzas musulmanas provenientes de Granada y los Benimerines, para los cristianos se volvió necesario acelerar los planes de conquista de Algeciras. Tanto las tropas asentadas en el Guadiaro como los barcos preparados cerca de Ceuta hacían presuponer una gran batalla en la zona.
Simultáneamente, Alfonso de Castilla recibe noticias de que el Papa prestaría al reino 20 000 florines para sufragar los gastos de la empresa, y que lo mismo haría el rey de Francia que a través del Arzobispo de Toledo, Don Gil de Albornoz, con 50 000 florines. Gracias a este dinero los castellanos pudieron pagar a los mercenarios genoveses que hacía tiempo que exigían su paga. Las estrecheces que pasaban los cristianos en el asedio y la inmediatez del combate con los granadinos y benimerines eran ya conocidas en todo el reino. El propio rey de Castilla había tenido que empeñar su corona y mandar fundir en Sevilla varias de sus pertenencias de plata tras un incendio que, por esos días, había reducido a ceniza los almacenes de harina del campamento.
A mismo tiempo, Aragón mandó nuevas naves para ayudar a mantener el sitio. El vicealmirante valenciano Jaime Escribano llega a mediados de agosto a Algeciras con diez galeras en nombre de Aragón, se une al vicealmirante Mateo Mercer que tenía ya otras tantas en el lugar. Los diez barcos de Jaime Escribano y otros quince navíos castellanos al mando del almirante Egidio Boccanegra, fueron enviados a Ceuta con el objetivo de hacer el mayor daño posible a la flota del rey de los Benimerines, que esperaba en ese puerto la llegada de la flota granadina para acudir al auxilio de Algeciras.
En un primer encuentro, los cristianos intentaron sorprender a la flota musulmana enviando al combate solo a los quince barcos castellanos, mientras que las naves aragonesas maniobraban como si se prepararan para ir en ayuda de los benimerines.
La estrategia a punto estuvo de costar caro a los Benimerines si no hubiese sido porque desde los barcos de Castilla un marinero fue capturado antes del encuentro definitivo y advirtió a los muslimes de la argucia. Los barcos de Ceuta volvieron rápidamente al puerto y la flota cristiana hubo de hacer lo mismo volviendo a la bahía de Algeciras. A su llegada al cerco, Egidio Boccanegra apostó veinte de sus naves en el puerto de Getares a la espera de nuevas noticias y con el objetivo de interceptar a los magrebíes si se decidían a atacar el cerco.

### Las tropas de Fez cruzan el estrecho
En octubre la flota benimeriní cruzó el estrecho de Gibraltar y llegó a la ensenada de Getares. Tan pronto como los primeros fuegos de las almenaras fueron advertidos por los cristianos, cuarenta barcos castellanos y aragoneses se apostan en la entrada sur de la ciudad.
Pero los barcos procedentes del norte de África no pusieron rumbo a Algeciras sino que tomaron abrigo en el vecino puerto de Gibraltar. El combate entre las galeras amenazaba con desatarse; advertida de ello, la escuadra genovesa comenzó a embarcar todo aquello que les pertenecía con el objetivo de marcharse. Con todos los pertrechos en sus barcos el almirante Egidio Boccanegra comunicó al rey que si no se les pagaban los cuatro meses de soldada que se les debía se irían de la cerca como ya habían hecho antes otros sitiadores, entre ellos el duque de Fox con sus caballeros. Era conocido en la cerca que los marineros genoveses habían estado tratando con los meriníes de Gibraltar e incluso con los de Ceuta y que las relaciones entre ellos distaban mucho de ser hostiles. Se temía en el real que, por no haber sido pagados, los soldados de Génova ayudasen a los musulmanes en el combate que se acercaba como ya había ocurrido durante el cerco de Alfonso X. La resolución del rey fue pagar con sus propios recursos las soldadas de Génova contentando así a los soldados que resolvieron continuar el sitio y permanecer fieles al rey. Además eran muy importantes los préstamos que los comerciantes genoveses prestaban al rey de Castilla durante el asedio y que le permitían sofocar las quejas de sus soldados.
Las dos escuadras no llegaron a encontrarse en aguas de la bahía, sino que los barcos mandados por el emir de Fez atracaron en la ciudad de Gibraltar, donde dejaron allí un gran número de soldados, cuarenta mil infantes y doce mil soldados a caballo según algunas crónicas que se unieron a la flota de Abu al-Hasan 'Ali.
Sobre el mes de noviembre llegan el rey de Granada y el infante benimeriní a las orillas del río Palmones. Los movimientos de las tropas desde Gibraltar a la ribera del Palmones fueron protegidos por una escuadra de barcos del emir benimeriní que se situaron en el centro de la bahía para impedir que la flota castellano-aragonesa pudiese desembarcar tropas allí donde las suyas se movían. El real castellano mandó entonces que se incendiasen las naves enemigas arrojando desde sus barcos material inflamable y saetas encendidas y aprovechando el fuerte viento de levante que soplaba. Los musulmanes sin embargo evitaron el incendio de sus naves con la colocación de velas mojadas en cubierta y la utilización de largas pértigas que impedían que se acercaran los barcos enemigos.
En el real de Castilla habían sido advertidos rápidamente de la llegada de las tropas gracias a las señales que se les hizo desde la torre de los Adalides. Las tropas islámicas mandan un primer grupo expedicionario a cruzar el río para reconocer el terreno mientras los de Castilla los observan desde la torre. Alfonso XI ordenó que ninguno de sus caballeros atacara a los granadinos hasta que todas sus tropas hubiesen pasado el río. Los musulmanes sin embargo también conocían el terreno y tras una primera inspección y un pequeño encontronazo con un reducido grupo de cristianos, volvieron a su margen del río a la espera de nuevas. En el campamento granadino no tenían ninguna prisa por empezar los combates debido a que en pocos días se recibirían refuerzos desde la capital y una vez con ellos se podría hacer frente a los castellanos.

## La batalla del río Palmones
El 12 de diciembre los asaltos contra las murallas de la ciudad fueron especialmente fuertes. Desde la ciudad se lanzaban truenos al campo cristiano, mientras desde este se lanzaban multitud de saetas contra los defensores. Poco después del amanecer las armas de asedio cristianas consiguen hacer mella en las defensas y a través de ella se ataca la ciudad aunque sin llegar los sitiadores a penetrar en ella. En estos momentos cunde el miedo en Algeciras y se hacen señales de humo desde la torre de la mezquita mayor de la ciudad para indicar que la situación era ya insostenible. En el campamento granadino se vieron las señales y el ruido de los truenos y se interpreta que la ciudad estaba siendo asaltada. Rápidamente se movilizan las tropas de Gibraltar y se unen a las que estaban en Palmones tomando formación de combate.

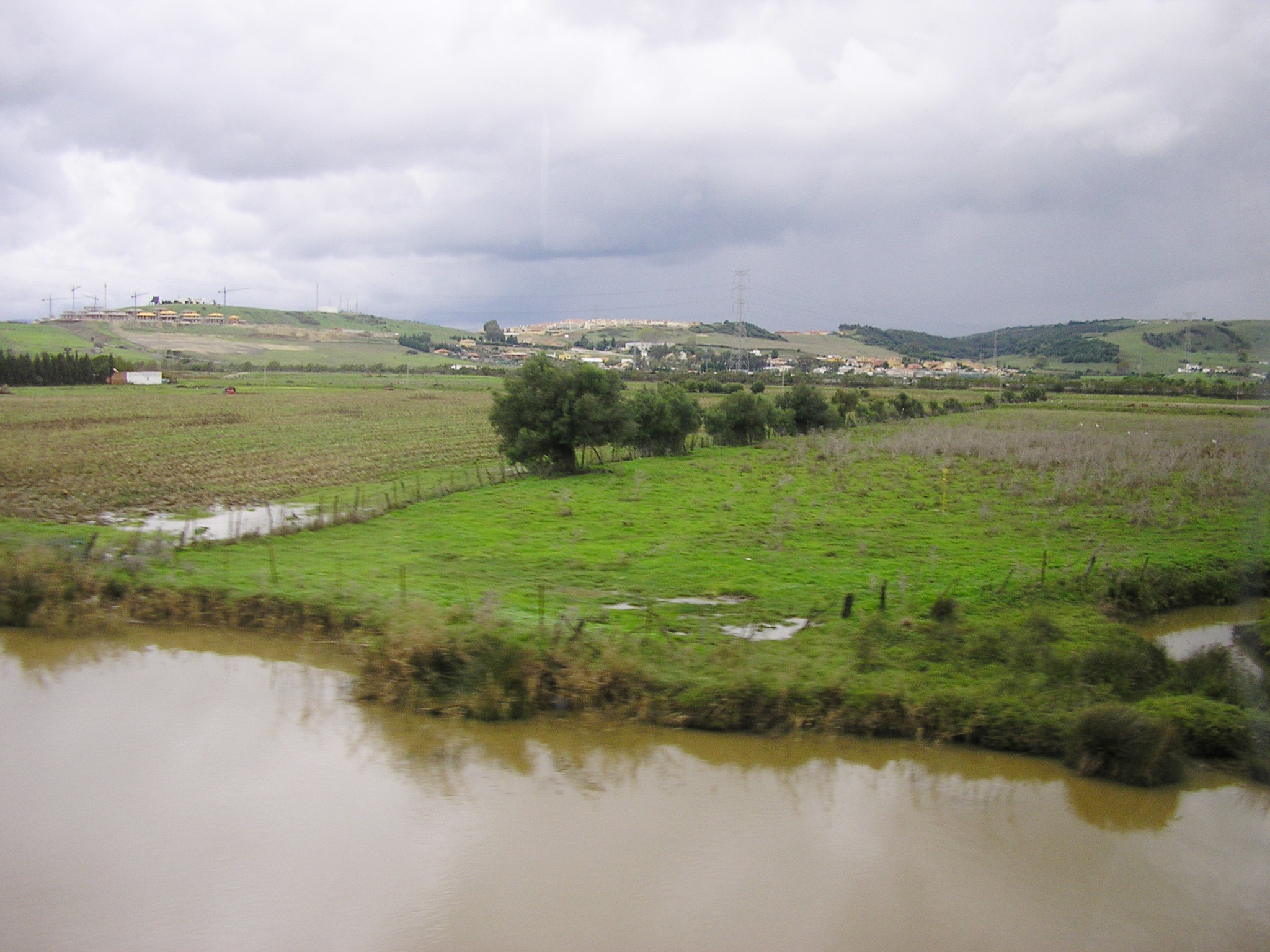
Marismas del río Palmones.

Desde la Torre de los Adalides, Alfonso XI manda formar a sus ejércitos y a Don Joan Núñez situarse en uno de los vados que permitían pasar el río cerca de la sierra. Las tropas musulmanas que pasaron este vado presentaron batalla a los castellanos y superándoles en número hubieron de bajar desde la torre gran cantidad de tropas. Al mando del mismo rey pasan todas las tropas cristianas el río y emprenden la persecución de los granadinos que se retiran al campamento. Las tropas a caballo musulmanas se vieron pronto reducidas debido a los daños que se les estaban causando desde las filas cristianas. Los de Granada y Fez tuvieron que huir dejando la formación, haciendo caso omiso a las órdenes de retirarse hasta Gibraltar. Muchos de los musulmanes huyeron hacia los montes de Algeciras, otros hacia la torre de Almoraima y tras ellos los castellanos.
El rey de Castilla se ve de pronto acompañado de pocos soldados pues la mayoría de ellos marchaban contra los granadinos. Apenas contaba entonces junto a sí con las tropas de a pie heridas y aquellos que habían perdido sus caballos apenas estaban cruzando el río. Por esa razón decide esperar el regreso de los soldados y aguardar a la noche para volver al real.
La alianza de tropas granadinas y benimeriníes había sido derrotada, pero en las marismas del río Palmones quedaron cadáveres de ambos bandos. No había sido una derrota total y cabía la posibilidad de que los musulmanes reorganizaran sus tropas; los cristianos precisaban que la ciudad cayera pronto.

## Capitulación
Dios te quiera acorrer e te vala a esta guerra
si merçed ha de faser Dios en alguna tierra
faga lo a ti que eres flor, que el tu preçio alaben
pues la billa mejor es que en todo el mundo saben.
Canto del alcaide de Algeciras. Poema de Alfonso Onceno (2322).

Tras la desastrosa batalla del río Palmones, quiso el rey de Granada preparar un segundo ataque contra las huestes cristianas, pero la moral de la tropa estaba por los suelos. El emisario del emir de Fez convence al granadino para que procure resolver el conflicto con el rey de Castilla mediante un tratado de paz y para ello se manda correo al real de Algeciras ofreciendo la tregua. Pero Alfonso XI no deseaba la paz en ningún término si ello no suponía que la ciudad pasara a formar parte de su reino.

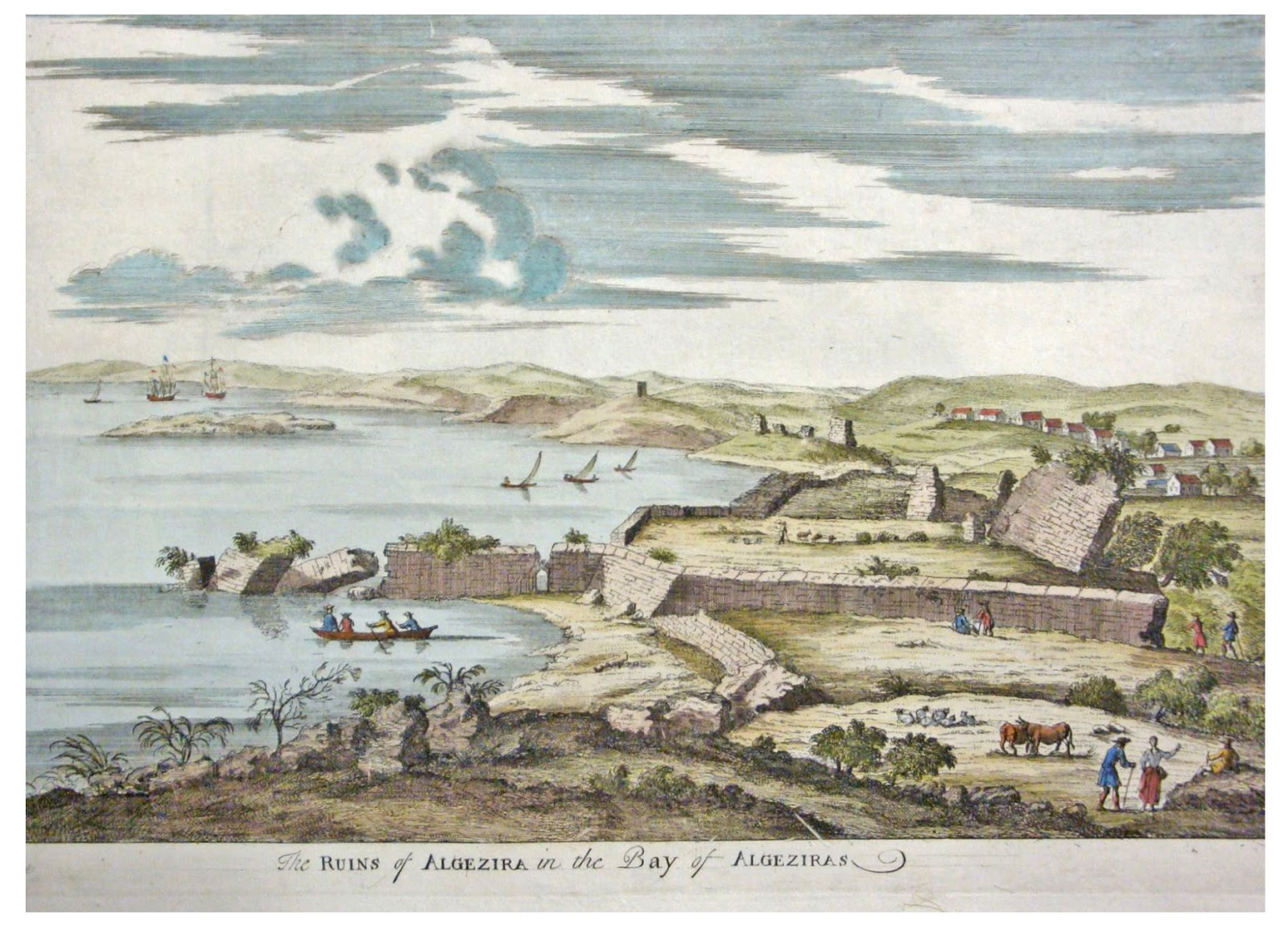
Ruinas de Algeciras en un grabado del

En enero de 1344 el rey castellano decide reforzar el cerco marítimo que era frecuentemente violado por pequeñas embarcaciones procedentes de Gibraltar. El nuevo cerco se haría desde entonces atando fuertemente a las cadenas, grandes toneles que quedaban flotando, manteniendo su posición mediante piedras de molino sumergidas con mástiles de barco que sobresalían varios metros de la superficie del mar. La instalación de este cerco marítimo se prolongó dos meses durante los cuales hubo una continua violación del mismo por parte de pequeñas embarcaciones. El paso de barcas a la ciudad de Algeciras quedaba definitivamente cortado a primeros de marzo; solo era cuestión de tiempo que el hambre hiciera capitular a la ciudad u ofrecer un pacto satisfactorio para los intereses de los sitiadores.
En el mes de marzo la situación en la ciudad ya era desesperada. No quedaba pan ni ningún otro alimento para sus gentes y quedaban tan pocos defensores que apenas podrían cubrir un tramo suficiente de la muralla. El domingo 2 de marzo Don Hazán Algarrafe, enviado del rey de Granada, llega al campamento castellano con noticias para el rey de Castilla: el rey de Granada aceptaría entregar a Castilla la ciudad de Algeciras. Las condiciones de los musulmanes eran simples: se debía dejar salir a todos aquellos que permanecían en la ciudad con todas sus pertenencias bajo la protección de Alfonso XI, se establecería una tregua de quince años entre los reinos castellanos y el rey de Granada y Benimeriníes y se pagaría un tributo de doce mil doblas de oro al año a Castilla. El consejo de adalides del rey recomienda continuar el sitio pues en poco tiempo llegarían las tropas de refuerzos de los consejos de Sevilla y Toledo y las cavas hechas alrededor de la ciudad garantizaban que esta pronto caería de hambre. Alfonso XI sin embargo no deseaba seguir combatiendo pues el asedio resultaba demasiado caro y ya había perdido muchos soldados. Se aceptan las condiciones de los musulmanes con el único cambio de la duración de la tregua, que debía ser de tan solo diez años. Se firmó entonces el llamado Tratado de Algeciras, poniendo fin a veintiún meses de duro asedio.
El 26 de marzo de 1344 los habitantes de la Villa Nueva de Algeciras pasan, junto a sus pertenencias, a la Villa Vieja, entregando la primera al infante Don Juan Manuel. Al día siguiente, víspera del Domingo de Ramos, fue entregada la Villa Vieja al rey Don Alfonso XI mientras sus ocupantes salen de ella. En las torres de la ciudad se expusieron los pendones del rey, los del infante Don Pedro, de Don Enrique, del Maestre de Santiago, de Don Fernando, de Don Tello y de Don Juan. Acompañando la comitiva irían también los principales adalides del rey, entre ellos Egidio Boccanegra, que fue nombrado Señor del Estado de la Palma en agradecimiento por su labor en el cerco. Al día siguiente el obispo de Toledo, Gil Álvarez de Albornoz, celebró la misa en la mezquita mayor de la ciudad, consagrándo la misma como catedral, bajo la advocación de Santa María de La Palma, patrona desde entonces de la ciudad. Habían perdido la vida en el asedio grandes personajes de la nobleza castellana Rui López de Rivera, que había sido embajador de Castilla en el Sultanato benimeriní, Diego López de Zúñiga y Haro señor de los Grandes Estados de La Rioja, Gonzalo Yáñez de Aguilar y Fernán González de Aguilar señores del Estado de Aguilar entre otros.

## Consecuencias
La toma de Algeciras supone un paso decisivo en la Reconquista, al dotar al Reino de Castilla del principal puerto de la costa norte del Estrecho de Gibraltar. La ciudad sería a partir de entonces la base principal de actuación de los ejércitos cristianos. Para asegurar la prosperidad de la nueva ciudad castellana el rey Alfonso XI emite en 1345 la Carta de ordenación de Algeciras, que proporciona tierras de cultivo y beneficios fiscales a cuantas personas quieran establecerse en la ciudad. Se añade a los títulos de los reyes de España, el de Rey de Algeciras y se solicita al Papa Clemente VI el traslado de la catedral de Cádiz a Algeciras, creándose la diócesis de Cádiz y Algeciras y consagrándose la mezquita mayor de la ciudad como catedral bajo la advocación de la Virgen de la Palma.
Tras la pérdida de Al-Yazira Al-Jadra, queda para los benimerines de Fez tan sólo la ciudad de Gibraltar como puerto de comunicación con sus dominios africanos. Todos los esfuerzos de la reconquista se centrarían desde entonces en la toma de esta ciudad portuaria. En 1350 Alfonso XI impuso un fuerte asedio a la ciudad, apoyándose de nuevo en las flotas de Aragón y Génova que establecieron su base principal en Algeciras. Sin embargo en esta ocasión la suerte de la ciudad no dependería de las acciones bélicas, pues en marzo del mismo año se desata una fuerte epidemia de peste bubónica en el campamento castellano que provocó la muerte del rey el 26 de marzo.
Esta inesperada muerte desembocó en una guerra civil entre los pretendientes al trono de Castilla. Las consecuencias de la guerra en Algeciras no se hicieron esperar y en 1369 en plena guerra entre Pedro I y su hermano Enrique II la ciudad se vio con una débil guarnición de soldados debido a la necesidad de tropas en el norte. Este lance fue aprovechado por el rey de Granada Muhammad V para reconquistar Al-Yazira Al-Jadra. Los musulmanes reconstruyen las defensas y establecen allí una gran tropa para defender la ciudad.
La suerte de esta sin embargo cambiará de nuevo con el fin de las disputas en Castilla. En 1379, una vez recompuestas las huestes cristianas, los granadinos comprenden la imposibilidad de defender la ciudad en el caso de que se le ponga de nuevo asedio y el peligro que podría suponerles que cayera de nuevo en manos castellanas. Por ello, ese mismo año, procedieron a la destrucción de la ciudad. Para ello cegaron el puerto, derruyeron las murallas y mandaron incendiar todos los edificios. En tres días Algeciras queda totalmente arrasada y permanecerá así hasta la conquista británica de Gibraltar en 1704, cuando parte de los exiliados gibraltareños se establecen en los campos baldíos que ocupaban la antigua Villa Vieja de la ciudad en torno a la capilla de Nuestra Señora de Europa. Ya que Algeciras, desde la toma de Gibraltar en 1462, era parte de su término municipal.